# 2003年昭苏地震
2003年昭苏地震發生在2003年12月1日上午9:38，是在哈薩克斯坦和中華人民共和國之間的邊界附近發生的地震，震央位在哈薩克的阿拉木圖地區。地震的規模為6.0，在梅德韦杰夫·施蓬霍伊尔·卡尔尼克地震烈度表觀測到的最大烈度為VII（非常強）。由於震央靠近新疆昭蘇縣，災情大多發生在此地，據報導有10人死亡，73人受傷和800多棟房屋倒塌，一些昭蘇人被疏散。而由於地震發生在寒冷的冬天，地面上30厘米的積雪覆蓋了山區的道路，阻礙了救援工作。